# اورست (فیلم ۲۰۱۵)
اورست (به انگلیسی: Everest) یک فیلم سه‌بعدی در سبک مهیج و ماجراجویی محصول ایالات متحدهٔ آمریکا به کارگردانی بالتاسار کورماکور است که در سال ۲۰۱۵ منتشر شد.

## خلاصه داستان
این فیلم ماجرای واقعیِ فاجعهٔ صعود به اورست در سال ۱۹۹۶ را به تصویر کشیده که طی آن کوهنوردان به چالش‌های سختی کشیده شدند و…